# Somàlia Britànica
La Somàlia Britànica, també coneguda com la Somalilàndia Britànica (en anglès British Somaliland), va ser un protectorat britànic situat a la part nord de la Banya d'Àfrica, que actualment forma part de Somàlia. Ocupava uns 137.000 km².
Egipte va dominar la regió a la dècada del 1870, però se'n va retirar el 1884 i els britànics hi van establir un protectorat controlat des d'Aden. El protectorat va ser administrat per l'Índia Britànica fins al 1898, després pel Ministeri d'Afers Estrangers i, des del 1905, pel Ministeri de les Colònies. Cal destacar que no tenien gaire interès en el seu protectorat somali, que anomenaven "Aden's butcher's shop" ("la carnisseria d'Aden") perquè els servia per als subministraments de carn des d'Aden cap a l'Índia.
De 1899 a 1920, els britànics es van enfrontar a Mohammed bin Abdullah (conegut pels britànics com a Mad Mullah, 'el Mullah Boig'), un rebel musulmà que va lluitar amb ells durant més de 20 anys. La Gran Bretanya va reaccionar amb duresa i no va ser fins acabada la Primera Guerra Mundial que aconseguiren derrotar-lo amb l'ús de la nova tecnologia dels avions militars, usada per primera vegada en territori africà. En aquesta guerra cruenta va morir al voltant d'un terç de la població de la regió.
Durant la Campanya de l'Àfrica Oriental de la Segona Guerra Mundial, el protectorat va ser ocupat per Itàlia l'agost del 1940, però els britànics el van recuperar el març del 1941 després de les batalles de Keren i Gondar.
El protectorat va aconseguir la independència com a Estat de Somalilàndia el 26 de juny del 1960. Dies després, mitjançant un referèndum, s'assolia la unificació amb la Somàlia Italiana i es formava la República de Somàlia; va ser l'1 de juliol del 1960.
Després de l'enderrocament del govern central somali el 1991, l'antiga Somalilàndia Britànica va declarar la independència el mes de maig autoproclamant-se com a República de Somalilàndia, successora del breu Estat de Somalilàndia.